# Kataginahalli, Badami
Kataginahalli là một làng thuộc tehsil Badami, huyện Bagalkot, bang Karnataka, Ấn Độ.